# Pierre Claude Lebaillif
 (janvier 2017).
Pour les articles homonymes, voir Baillif (homonymie).
Pierre Claude Lebaillif ou Le Baillif, militaire français, colonel, né à Préaux, dans le département de la Mayenne, le 8 juillet 1772, mort le 30 mai 1822 à Paris.

## Biographie

### Origine
Il est né de parents aux moyens modestes et au sein d'une fratrie de seize enfants, dont il est le quinzième. Il perd sa mère à l'âge d'un an ; son éducation est confiée au curé de la paroisse. Il apprend machinalement à lire et à écrire et l’arithmétique, tout cela sans principes, sans même apprendre la grammaire française. À douze ans il est forcé de quitter cette école.

### Révolution française
Il s'occupa ensuite aux travaux les plus pénibles et le 1er mars 1793, il s'engage dans l'armée. Il ne négligea pas de faire profiter sa famille du prix de son engagement, et que ce fut comme remplaçant du fils d'un fermier de Préaux qu'il s'enrôla sous les drapeaux. Il se rendit à  Château-Gontier où s'organisaient les compagnies franches. Avant même que ses vraies qualités militaires se fussent révélées, son extérieur imposant, sa taille élevée, le désignèrent au choix de ses camarades comme chef d'ordinaire, puis comme sergent, enfin un mois plus tard comme lieutenant de la compagnie.
Pendant deux ans il fit dans le deuxième bataillon de la Sarthe la guerre de la Vendée Il sauva le drapeau à la bataille de Martigné et à la bataille de Vicé. Cette déroute si honteuse le découragea au point qu'il voulait abandonner le service et rentrer dans ses foyers ; « mais je fus retenu, dit-il humblement, par la crainte d'être fusillé. »
À la suite d'une blessure il faillit être amputé d'une jambe. Il fit ensuite la campagne d'Espagne. À Marseille où il tint garnison en 1796 il rendit service à deux neveux de ses hôtes, prisonniers pour cause d'opinion, en les faisant évader au moment où ils allaient être embarqués pour Saint-Domingue.

### Premier Empire
C'est à Marseille qu'il vit pour la première fois « celui qui devait commander en chef l'armée d'Italie, dicter des traités, faire et défaire les souverains, et faire trembler toute l'Europe : le général Napoléon Bonaparte. » Il fait partie de la campagne d'Italie, de l'expédition d'Égypte et revient à Malte Il participe au siège de Malte. Il épouse une maltaise, Marcelle Panicotte le 22 septembre 1801 à Sainte-Zacharie.
Pendant qu'on préparait la descente en Angleterre M. Lebaillif était à Brest, où sa femme accoucha d'une fille qui n'avait encore que deux mois, quand l'ordre vint à son père de parer pour le Haut-Rhin. Il prit part à la campagne d'Autriche, à celle de Prusse ; il eut un cheval tué sous lui à la bataille d'Eylau et y reçut cinq blessures. Il se trouve encore à la nouvelle campagne d'Autriche.
Au commencement de la Campagne de Russie il fut fait major en pied et officier de la Légion d'honneur sur le champ de Bataille de Valutino. Au passage de la Moskowa il eut un cheval tué sous lui et reçut une blessure à sept heures du soir. La fatale retraite vint enfin. Bloqué dans Hambourg après la bataille de Leipzig avec Louis Nicolas Davout, il y apprit tout à la fois l'invasion de la France par les alliés, la déchéance de l'empereur et le rétablissement des Bourbons sur le trône de France.
Arrivé à Douai le 1er juin, il prend le commandement sous l'ordre du roi du Régiment du Dauphin, 3e de Ligne. Il est nommé chevalier de Saint-Louis le 6 août. Il se rend ensuite à Longwy pour prendre le commandement du  90e Régiment. Il apprend le débarquement de Napoléon Ier, et conserve avec quelques difficultés son régiment dans les rangs du roi.

### Restauration
Il est remplacé par décret du 24 avril. Il reçoit l'ordre de commander la place de Nogent-sur-Seine le 9 juin, où il reçoit les Russes. Il se soumet au roi. Le 7 septembre, il doit organiser la légion de la Corrèze, où il reste jusqu'au 16 août 1816 Il rejoint Nîmes le 1er septembre. Le 13 septembre, il reçoit la nouvelle de sa mise en demi-solde et l’ordre de se rendre dans mes foyers. Revenu en grâce, le 10 juin 1818 il est nommé au commandement de la place d'Ajaccio.
En 1819, prévu pour prendre le commandement d'Amiens, il prend finalement le commandement de Belle-Île-en-Mer. Le 25 juin 1821, il est mis en réforme, et on lui ordonne de se rendre dans ses foyers sans motifs.
Monsieur Lebaillif a conservé ses sentiments religieux jusqu'à la fin de sa vie. Étant malade à Paris pendant huit ou neuf mois, il sortait à cinq heures du matin pour aller entendre la sainte messe, à laquelle il communiait souvent. Chaque année dans quelque lieu qu'il se trouvât en garnison, il ne manquait jamais d'écrire à sa famille de faire célébrer de sa part une messe pour son père. »

## Source
- Abbé Angot, Monographie paroissiale : Saint-Martin de Préaux, diocèse de Laval, suivie des Mémoires du colonel Lebaillif : 1792-1822. Mamers, G. Fleury et A. Dangin, 1884 .